# 米爾克里克鎮區 (密蘇里州摩根縣)
米爾克里克鎮區（英語：Mill Creek Township）是位於美國密蘇里州摩根縣的一個行政鎮區。

## 地方資料
米爾克里克鎮區的面積為166.63平方千米，當中陸地面積為166.55平方千米，而水域面積為0.07平方千米。根據2020年美國人口普查的數據，當地共有人口1101人，而人口密度為每平方千米6.61人。